# 한국의 대목장
대목장(大木匠)은 건축 관련 목공일인 대목일을 하는 장인이다. 여기서는 한국의 전통가옥인 한옥을 만드는 대목장을 설명한다.
대목장의 전통을 보호하고 지속적으로 이어지게 하기 위해 그 기능과 지식이 국가무형문화재 제74호로 지정되어있다. 유네스코 인류무형문화유산에 등재(2010년)되어있다.

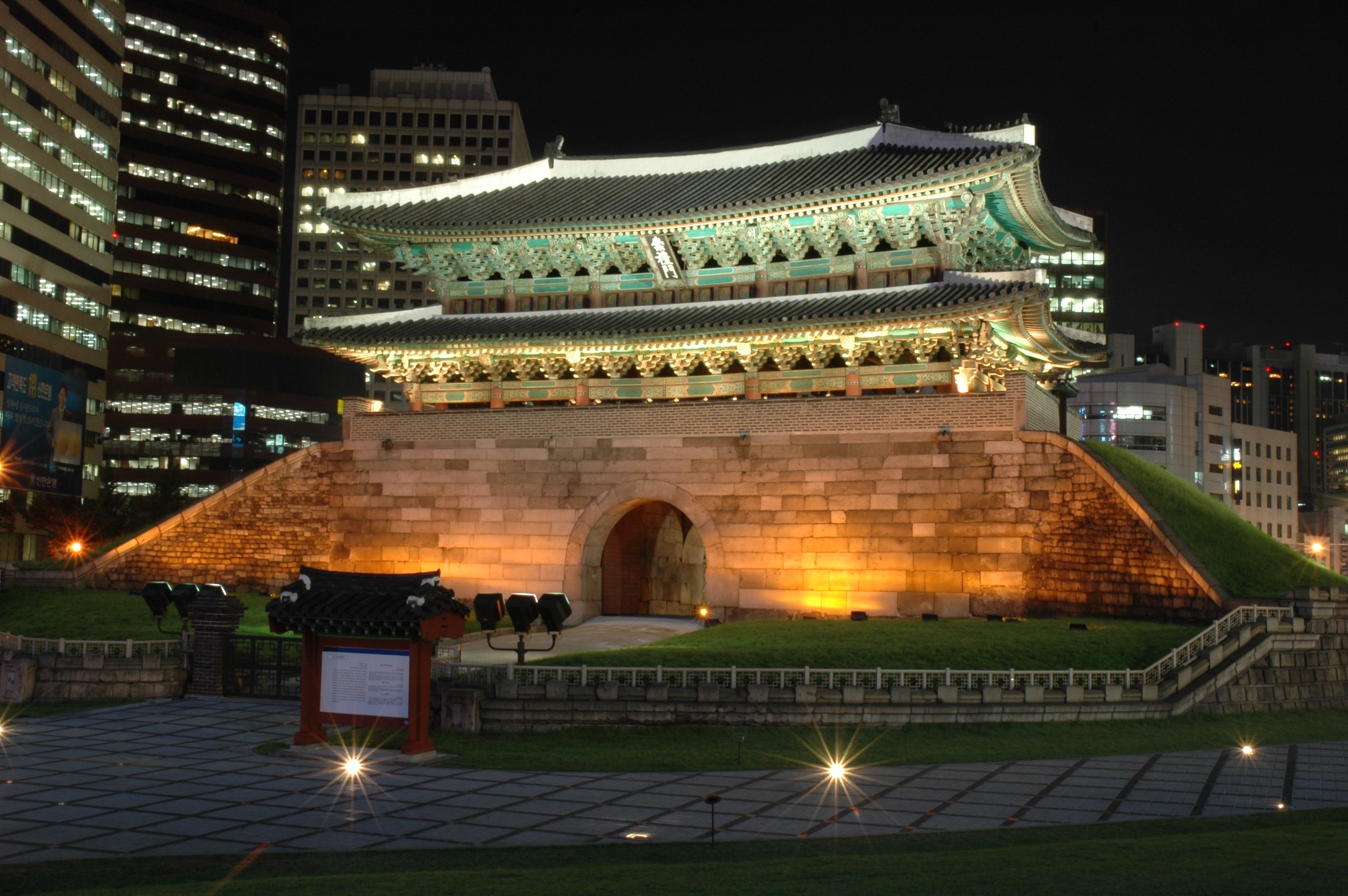
대목장이 재건한 숭례문

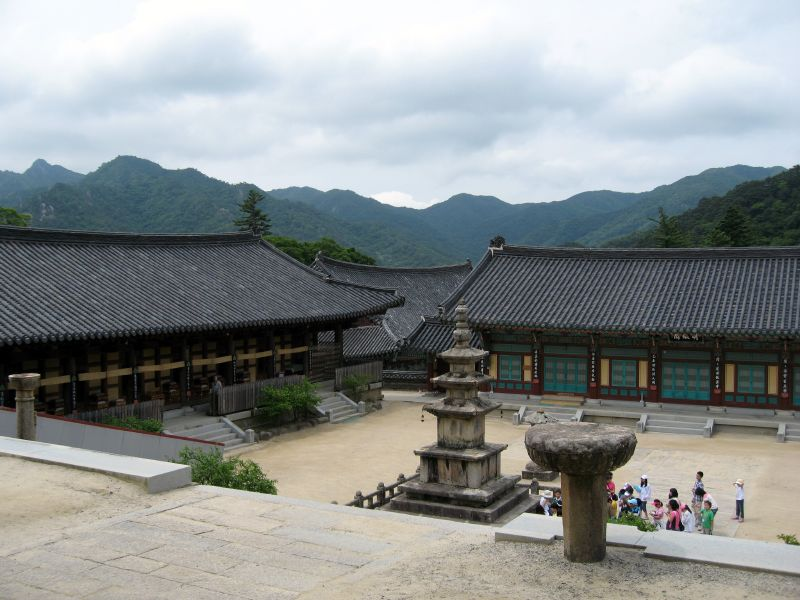
대목장이 보수한 해인사

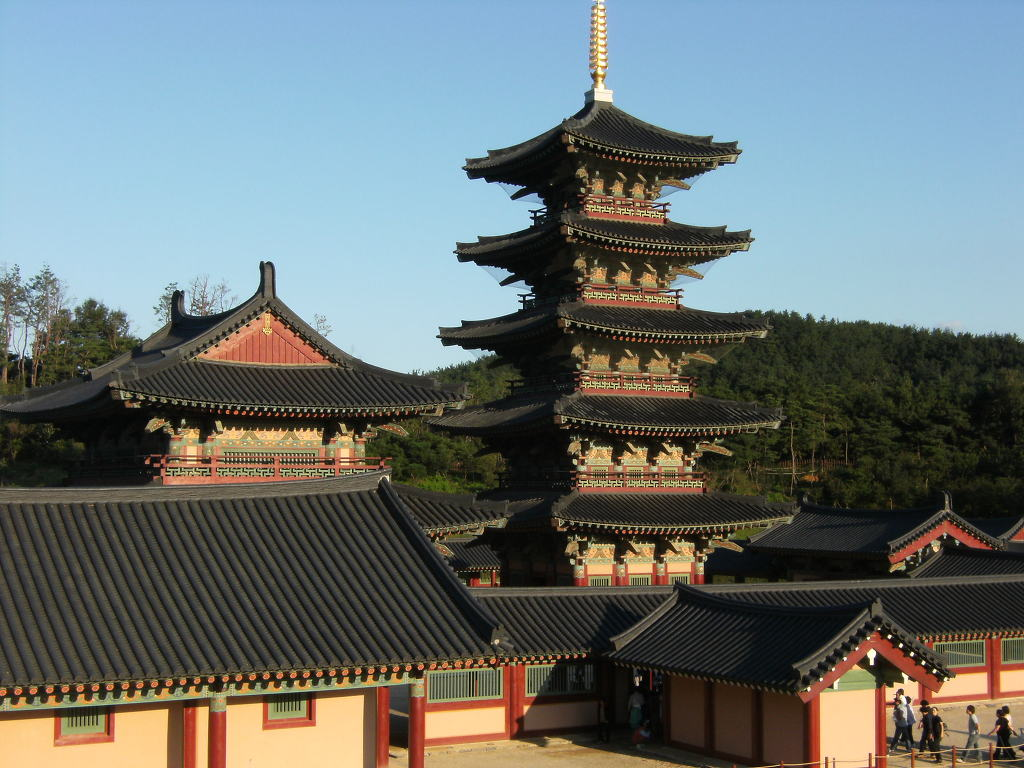
대목장이 재건한 백제 능사 오층 목탑

## 역할
대목장은 설계, 시공, 감리 등 나무를 재료로 하여 집을 짓는 전 과정을 책임지고 한다. 이들은 건축과 관련된 모든 기술과 기법을 충분히 갖춘 이들만 수행할 수 있는 것이다. 집을 짓기 위한 목재의 구입에서 건물의 배치, 건물의 용도에 따른 설계 과정을 거쳐, 목재의 치목과 모든 부재를 조립하여 건물의 뼈대를 완성하게 된다. 벽을 만들고 지붕을 올리고 기와, 단청에 이르는 여러 단계의 후반 작업 역시 거쳐야 한다. 또한 각 과정에서 사용되는 다양한 기법들, 이음과 맞춤, 그리고 사용되는 도구들을 종합적으로 이해하고 그 기술을 습득해야한다. 즉, 대목장 기능은 수십년에 걸친 현장 경험과 스승으로부터의 가르침을 통하여 이루어지는 것이다.

## 역사[5]
신라시대 중 통일신라의 관직을 보면 목척(木尺)이 70인이라는 기록이 있었다. 고려시대에 목업에 관직이 주어졌고, 조선시대에는 60인의 목장을 선공감에 두었고, 세종대왕 때 남대문 재건 기록에 의하면 대목이 정5품으로 되어있다. 그러나 조선 후기에 이르러 목장에게 벼슬을 주는 제도가 없어졌다. 1982년 국가무형문화재로 지정되어 맥을 이어오고 있으며, 현재에는 한국 전통 방식에 따르는 사찰이나 한옥 등을 건축하거나 목조 문화재 보수와 건립에 활동하고 있다. 인류무형문화유산에 2010년 등재되었다.

## 대목장 등록
전흥수 대목장과 최기영 대목장, 신응수 대목장이 등록되어있다. 전수교육자도 같이 등록이 되어있다.(2013년 문화재청)

## 같이 보기
- 소목장